# MCL M1
Die Reihe M1 waren schmalspurige Schienenbusse der Mediterranea-Calabro-Lucane (MCL) in Italien. Die Fahrzeuge mit der Bezeichnung M1c waren mit Zahnradantrieb ausgestattet.

## Geschichte

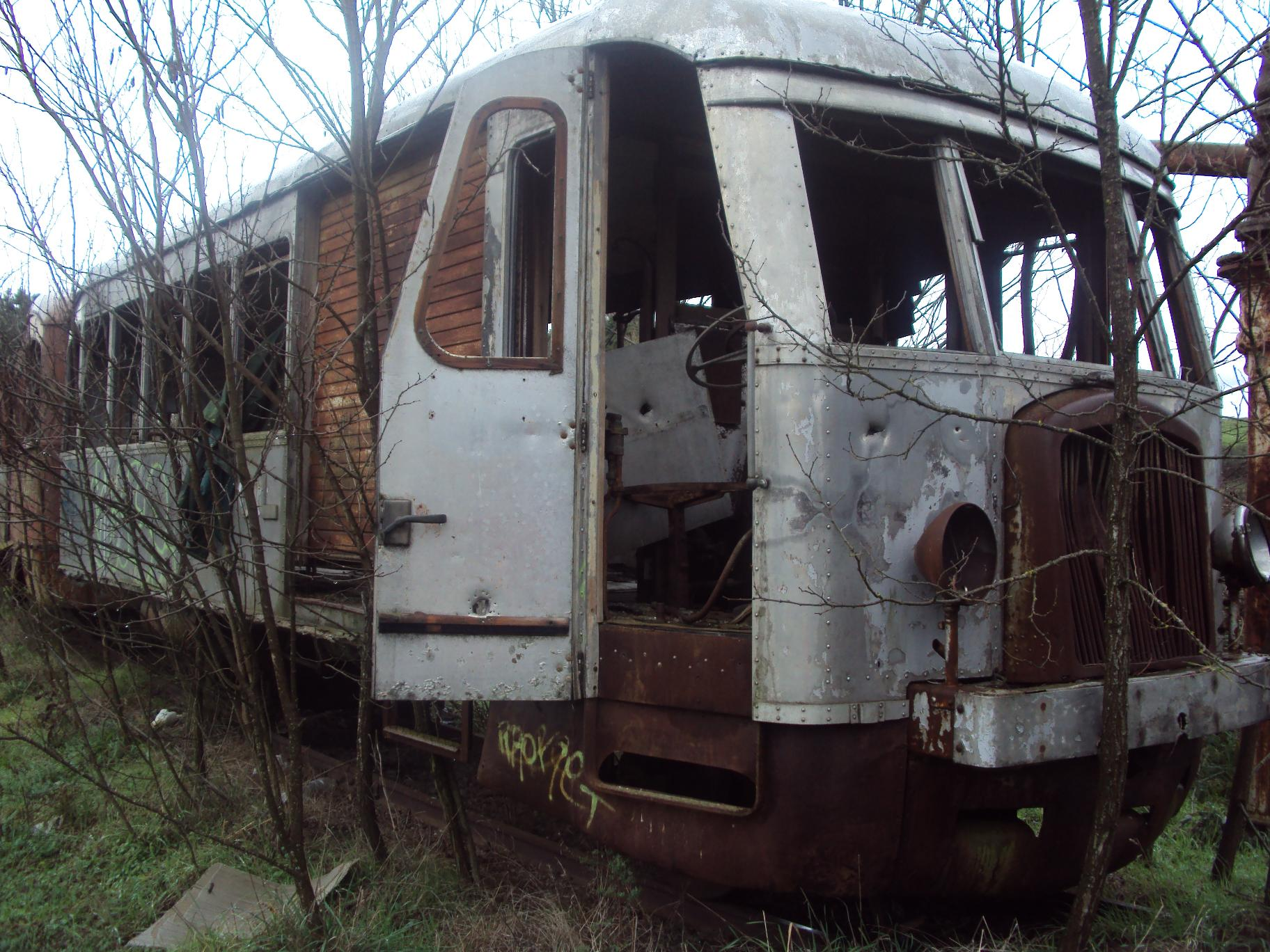
M1.13 mit dem ursprünglichen markanten Kühlergrill in Paliano

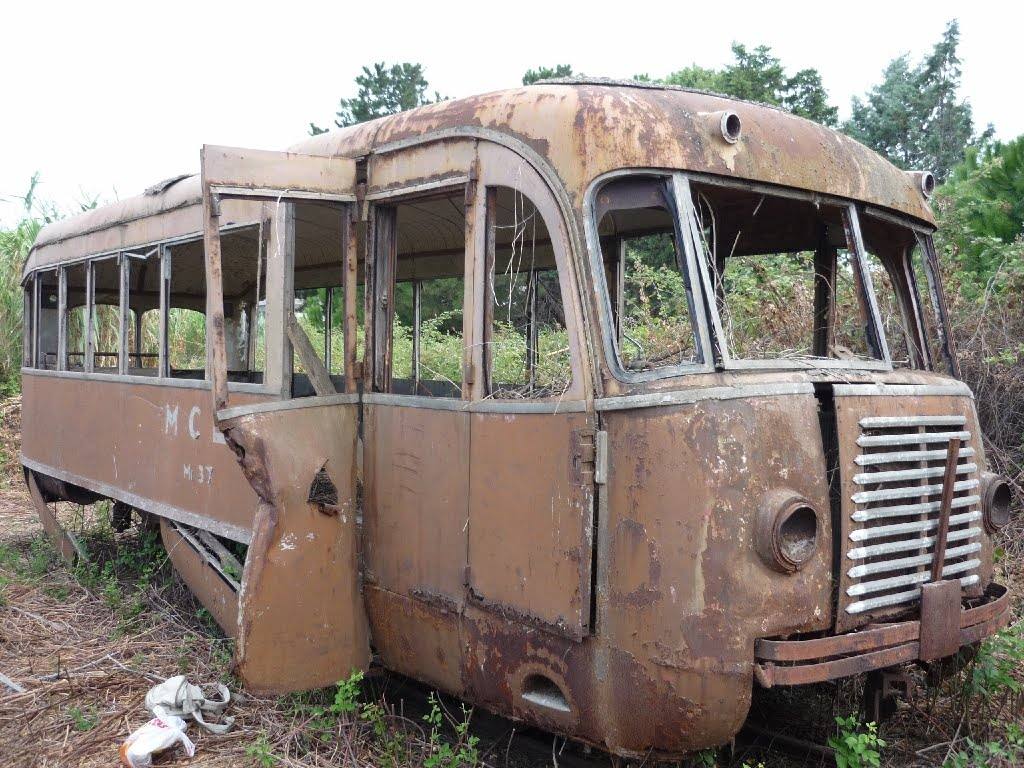
Der Schienenbus M1.37 steht in Catanzaro Lido zur Restaurierung bereit.

Die Schienenbusse M1 und M1c wurden ab den 1930er-Jahren beschafft, um die Betriebskosten der Dampftraktion zu reduzieren und die langen Reisezeiten zu verkürzen. Die Emmine genannten Fahrzeuge hatten einen Sechszylinder-Dieselmotor mit etwas mehr als hundert PS und ein mechanisches 4- oder 5-Gang-Getriebe. Eine Kardanwelle trieb die hintere Achse an. Die nur mit einem Fahrersitz ausgerüsteten Fahrzeuge wurden an den Endstationen von Hand auf einer Drehscheibe gewendet.
Die erste Serie M1.1–13 mit markantem vorstehenden Kühlergrill wurde zwischen 1933 und 1935 von Carminati & Toselli in Mailand ausgeliefert. Ein 14. Schienenbus M1c.14 war mit Zahnradantrieb ausgestattet. Eine zweite Serie von acht Schienenbussen M1.30–37 wurde bei den Officine Meccaniche (OM) bestellt. Die Karosserie hatte die gleiche Länge von 8,17 m und zeichnete sich durch die abgerundete Form mit integriertem Kühlergrill aus. 1937 erhielt Piaggio den Auftrag zum Bau von zehn Schienenbussen M1c.81–90 von ähnlicher Bauart mit Inox-Karosserie und Zahnradantrieb.
Von 1948 bis 1953 wurde ein Teil der Schienenbusse umgebaut und modernisiert. Die Karosserie wurde verlängert und weitere sieben Sitze hinzugefügt. Äußerlich erhielten die Fahrzeuge dem damaligen Zeitgeist entsprechend rundliche Formen.
Mit der Beschaffung der Triebwagen M2.120 und M2.200 und der Betriebseinstellung vieler kalabrischer Schmalspurstrecken verloren die Schienenbusse ihr Einsatzgebiet. 1981 wurden die letzten verbliebenen Fahrzeuge, die Zahnrad-Schienenbusse M1c, von den Zahnradlokomotiven LM2.700 abgelöst.